# Ogród Włoski w Kielcach

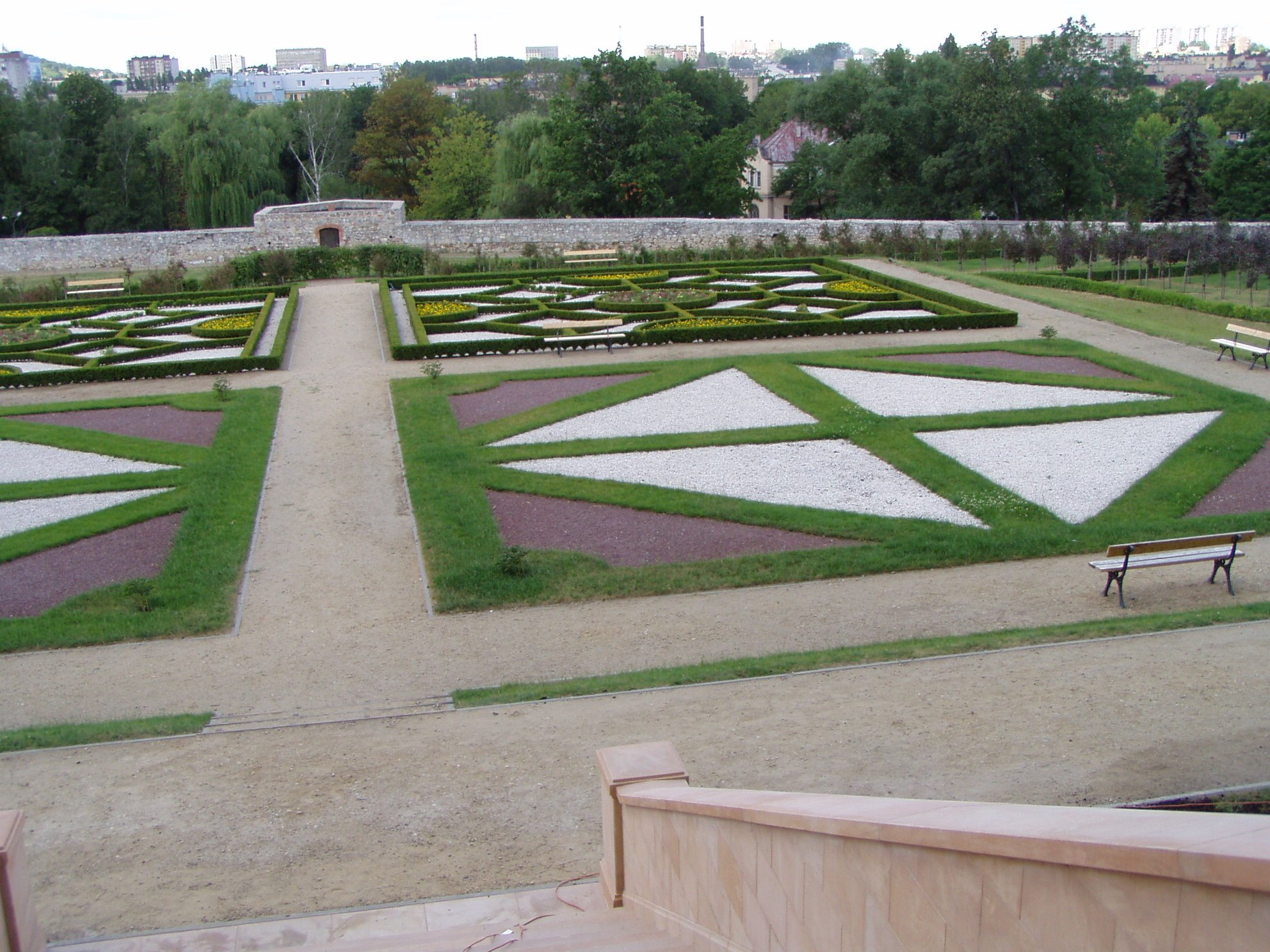
Ogród Włoski – widok z pałacowych schodów

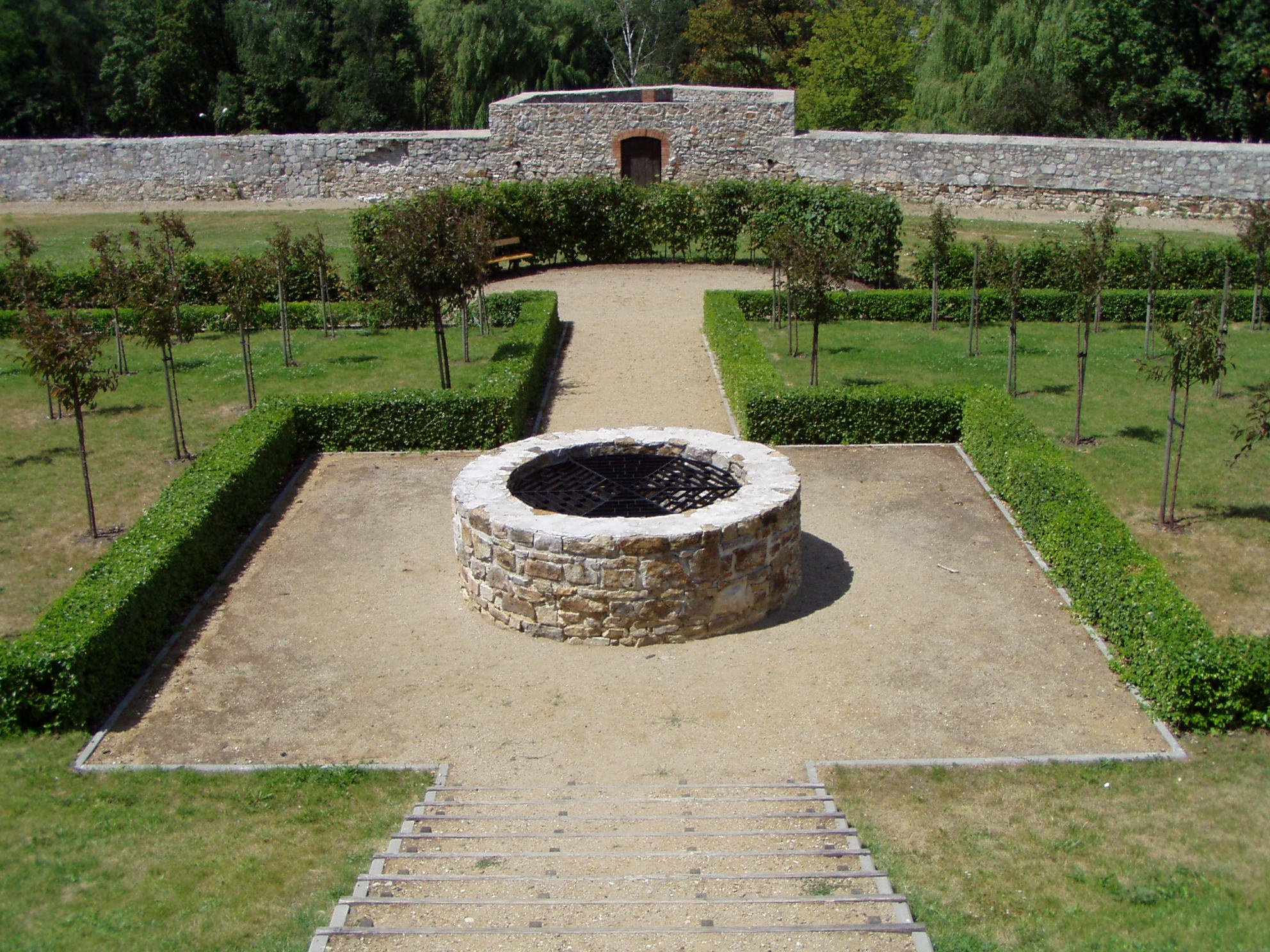
Widok na studnię i Basztę Prochową

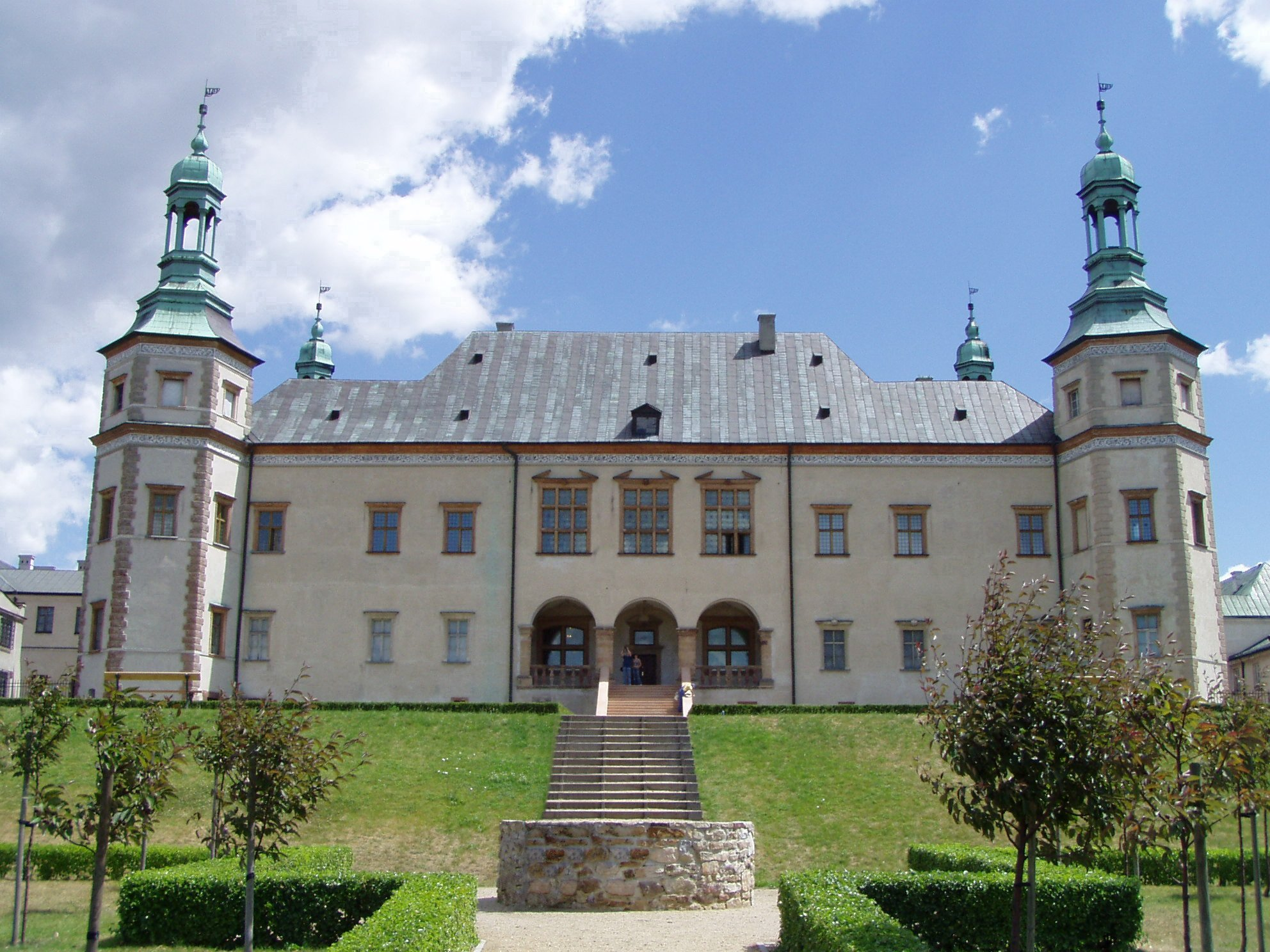
Pałac Biskupów Krakowskich – widok spod Baszty Prochowej

Ogród Włoski – ozdobny ogród znajdujący się po zachodniej stronie Pałacu Biskupów Krakowskich w Kielcach. Powstał razem z budowlą wzniesioną z inicjatywy biskupa Jakuba Zadzika na wzór zamkowych ogrodów, które sytuowano wewnątrz obronnych murów.
Ogród został zaprojektowany na przedłużeniu osi pałacowej budowli prowadzącym aż do Baszty Prochowej. Między skarpą, a basztą wykopano studnię. W centralnej części znajdowały się umieszczone symetrycznie cztery kwatery obsadzone ziołami i kwitnącymi kwiatami, a całość otoczono drzewami owocowymi. Do ogrodu prowadziły przylegające do pałacowej loggii jednobiegowe schody. Tuż przy ścianie pałacu mieścił się giardino segreto czyli wydzielony mały ogród ozdobny dostępny tylko właścicielowi, do którego można się było dostać z apartamentu poprzez znajdującą się w alkierzu klatkę schodową.
Wraz z biegiem czasu centralną część ogrodu wzbogacono szpalerami grabów, przy których umieszczono lipowe altany. Zostały także zasadzone małe drzewa owocowe takie jak pigwa, jabłoń czy wiśnia. Postawiono też kilka budynków: inspekty, lodownię, oranżerie oraz figarnię.
W 1789 roku władze cywilne przejęły wszystkie dobra biskupie, a teren ogrodu podzielono na działki przeznaczone dla urzędników, co spowodowało wraz z upływem czasu zanik oryginalnej roślinności oraz układu ogrodu.
W roku 2003 dokonano rekonstrukcji ogrodu przywracając mu układ z XVII wieku, zaś same kwatery zostały odtworzone do stanu jaki istniał w pierwszej połowie XVIII wieku. Wokół środkowej części ogrodu nasadzono jabłonie, a całość została otoczona grabowymi alejkami. Zainstalowano także instalację nawadniającą i odprowadzającą wody deszczowe oraz system oświetleniowy.
Teren ogrodu stanowi część zespołu pałacu biskupiego wpisanego do rejestru zabytków nieruchomych (nr rej.: A.336/1-4 z 28.01.1965).